# První pomoc zvířatům
První pomoc je definována jako soubor jednoduchých úkonů a opatření při naléhavém ohrožení a postižení zdraví zvířete. Pro účely zákona č. 166/1999 Sb. o veterinární péči se rozumí chovatelem každý, kdo zvíře nebo zvířata vlastní nebo drží, anebo je pověřen se o ně starat. Chovatel je povinen sledovat zdravotní stav zvířat a v odůvodněných případech jim včas poskytnout první pomoc a případně požádat o odbornou veterinární péči. Ze zákona podáváme první pomoc nejdříve člověku, až poté zvířeti. V současné době lze ve velkých městech využít možnosti mobilní veterinární sanitky.

## Dělení první pomoc

### Laická pomoc
Laickou pomoc poskytuje každý, kdo není odborník, veterinární lékař či veterinární asistent. Jedná se o nouzové ošetření poraněného nebo nemocného zvířete, než je k dispozici odborná lékařská pomoc.

### Odborná pomoc
Odbornou pomoc zajišťuje odborník, veterinární lékař či veterinární asistent.

## Lékárnička první pomoci pro zvířata
Lékárničku první pomoci by měl vlastnit každý chovatel. Většina chovatelů má nedostatečné vybavení na podání první pomoc při zranění. Podání první pomoci majitelem může být klíčové pro následnou odbornou péči, proto je nutné, aby byli chovatelé připraveni. V některých případech je ošetření chovatelem dostačující a není potřebná návštěva veterinární kliniky. Lékárničku by měl mít chovatel vždy u sebe, ať už při převozu zvířete v autě nebo při výletech s mazlíčky.

### Obsah lékárničky
- Teploměr
  - Pomocí teploměru lze zjistit odchylky tělesné teploty od normálních hodnot. Zatímco nižší tělesné teploty mohou signalizovat například metabolická selhání, vyšší tělesná teplota může značit zánět nebo bakteriální či virové onemocnění.
- Nůžky
  - Ideální je mít kvalitní celokovové nůžky s kulatou špičkou, která zajišťuje větší bezpečnost při manipulaci s nůžkami.
- Pinzeta
  - Vhodná pro uchopení malých těles zapíchnutých v těle zvířete.
- Háček na klíšťata
- Injekční stříkačka
  - Injekční stříkačka má využití například při proplachování rány dezinfekcí.
- Latexové rukavice
- Sterilní obvaz
- Sterilní gáza
- Kohezivní obinadlo
- Cívka s náplastí
- Betadine
  - Slouží jako dezinfekce, která nepálí. Ředí se vodou.
- Peroxid vodíku
  - Lze použít jako dezinfekce, ale pro zvíře je to velice nepříjemné. Pomocí správné dávky peroxidu vodíku lze vyvolat zvracení například u psa, který pozřel něco nebezpečného.
- Leták s radami, jak poskytnout první pomoc
- Kontakt na nejbližší veterinární kliniky
  - V případě nouze je dobré mít telefonní číslo na nejbližší veterinární lékaře a kliniky. Mohou poskytnout rady, jak postupovat a zda je potřeba návštěva veterináře.

## Kurzy první pomoci
Úspěšně zvládnutý kurz předchází zmatkům a bezradnosti při zranění zvířete. Tyto kurzy mají za úkol naučit chovatele posoudit situaci, správně reagovat a stabilizovat zvíře. Obsahem kurzu bývá prevence, posouzení zdravotního stavu, fixace a manipulace se zraněným zvířetem. Kurzy první pomoci bývají často zaměřeny na psy. V současné době je možno kurz absolvovat i online, tento způsob ale neumožňuje vyzkoušení postupů vlastníma rukama.

## Postup v kritické zdravotní situaci
Zkratka ABCDE představuje systém, který slouží k posouzení celkového zdravotního stavu zvířete. Úkolem je stabilizace základních životních funkcí či jejich obnova, zmírnění obtíží a úleva od bolesti. Zraněné zvíře představuje hrozbu, proto je potřeba být v takových situacích opatrný.
- A (airway) - průchodnost dýchacích cest
- B (breathing) – počet dechů, hloubka, typ, abnormality
- C (circulation) – sliznice, krevní tlak
- D (disability) – nedostatek kyslíku v těle, reakce, zornice, stabilizovaná poloha
- E (exposure) – celkové vyšetření

### Jak postupovat při akutním zranění
1. Vědomí - Ke zjištění, zda je zvíře při vědomí, je vhodné ho oslovit nebo stimulovat štípnutím. Je potřeba být opatrný, vždy je prioritou zdraví toho, kdo zachraňuje.
2. Dýchání - Je nutné zajistit, aby dýchací cesty neobsahovaly nečistoty, cizí předměty či zvratky. Opatrným otevřením tlamy a povytažením jazyka se vytvoří vhodné podmínky pro vyndání nečistot pomocí prstů. U zvířete je potřeba zkontrolovat frekvenci nádechů, jejich rytmus, hloubka dýchání a dechové úsilí. Pozorují se nosní dírky a zvedání hrudníku.
3. Pulz - Je potřeba znát standardní počet tepů za minutu u daného zvířete, ten se měří například u kočky a psa na levé straně hrudníku v oblastí 7. žebra nebo na třísle. Je vhodné udělat CRT test, což je zkouška cévního plnění, kdy je na sliznici vyvinut tlak, který způsobí zbělání sliznice a po přestání působení tlaku se počítá čas, než se barva sliznice vrátí do původního stavu. V ideálním případě návrat trvá 3 až 4 vteřiny. Pokud se sliznice vrátí do původního stavu dřív, může to značit zánět, alergickou reakci či stres. Naopak pozdější návrat do normálního stavu může značit podchlazení či srdeční selhání.
4. Sliznice - Barva sliznice je obrazem celkového stavu zvířete. Nejčastěji se sleduje barva dásní, spojivky, vnějších pysků, předkožky nebo řitního otvoru. Bílá sliznice může značit srdeční selhání nebo u koček chronické selhání. Žlutohnědá sliznice může poukazovat na selhání jater či intoxikaci. Modrofialová sliznice je znakem nedostatečného prokrvení nebo masivního krvácení do dutiny hrudní.
5. Teplota - Teplota se u zvířat měří v řitním otvoru, pokud teplota není v normálních hodnotách, značí to zdravotní problém v těle.
6. Dehydratace - Ke zjištění, zda je zvíře dehydratované, existuje jednoduchý test. Zvíře se chytne za kůži a vytvoří se kožní řasa, po puštění by se měla kůže ihned vrátit do původní podoby, pokud se tak nestane, je zvíře dehydratované.
7. Zkouška reflexů - Prvním reflexem je obranný flexorový, na pánevních končetinách je vyvinut bolestivý podnět a zvíře by mělo sebou cuknout. Dalším reflexem je palpebrální neboli víčkový. Při přibližování ruky k oku by mělo zvíře mrknout. Posledním reflexem je rohovkový, pokud je zvířeti sáhnuto jemně a citlivě do oka, mělo by reagovat.

### Jak postupovat při poranění
1. Zastavit silné krvácení
2. Protišoková opatření
3. Vypláchnutí rány od nečistot
4. Dezinfekce
5. Překrytí či znehybnění rány
6. Odborné ošetření

## Resuscitace psa
Aby byla resuscitace správně vykonána, je potřeba, aby měl pes uvolněné dýchací cesty nosní i ústní dutiny. Umělé dýchání je vykonáváno do nosu se zavřenou tlamou a nataženým krkem. Aby mohla být provedena masáž srdce, pes musí ležet na pravém boku a masírován je bok levý. Člověk, který masáž provádí, klečí za psem, za jeho zády, aby nedocházelo k posouvání psa. Provedou se 3-4 vdechy a masáž srdce o 10-12 úderech. Po vdechu se pouští tlama. Cílem je vytlačit ze srdce tolik krve, aby okysličila mozek. Je potřeba vyhledat odbornou péči.

## Zlomeniny
Zlomeniny se dělí na otevřené a uzavřené. Při otevřené zlomenině je kost odhalená, jako první se zastavuje krvácení. V případě uzavřené zlomeniny lze aplikovat obvaz, který kopíruje tvar zlomeniny a znehybňuje tělo, čímž lze předejít dalšímu zranění. Nikdy se nesmí zlomenina vracet do původní pozice, odlomky a ostré konce kosti by mohly poškodit další části těla.

## Rány od kousnutí
Ačkoliv se některé rány od kousnutí nemusí jevit jako závažné, je možné, že došlo i k poranění vnitřní části těla, proto je po ošetření potřeba sledovat základní vitální funkce a v případě odchylky od normálních hodnot, navštívit veterinární kliniku. Větší krvácení se zastaví a zaváže, v případě potřeby se obvazy mění, chlupy kolem rány by se měly ostříhat a ránu proplachovat peroxidem vodíku. Malé rány se dezinfikují. V případě zabodnutí nějakého tělesa do těla, se těleso nikdy nevytahuje, protože by to mohlo způsobit krvácení, tento krok udělá veterinární lékař.

## Přehřátí
Přehřátí hrozí zejména v letních měsících zvířatům, která jsou obézní, přetěžovaná nebo brachycefalická plemena. Prevencí je zvíře nepřetěžovat, vytvořit prostor, kde bude mít zvíře stín a podávat dostatek vody. Nikdy se neochlazuje zvíře naráz, začíná se od nohou a pokračuje se postupně nahoru. Při podezření na přehřátí je nutné sledovat vitální funkce a v případě potřeby odvoz na veterinární kliniku.

## Popáleniny
Tepelnými a chemickými popáleninami může dojít k trvalému poškození kůže a tkáně. Zdroj tepla by měl být odstraněn a měly by se sledovat vitální funkce, v případě nutnosti se musí zahájit resuscitace a vyhledat veterinární lékař. Vhodné je aplikovat vlhké obklady a pravidelně je měnit. Rána způsobená chemickými popáleninami by měla být opláchnuta dostatečným množstvím studené asi 10 minut.

## Otravy
V případě pozření nejedlých předmětů není vždy potřeba vyhledat odbornou pomoc. Pokud ale zvíře pozře jed, je vhodné kontaktovat veterinárního lékaře a poradit se o dalším postupu. Ten podle složení jedovaté látky může poradit vyvolání zvracení pomocí peroxidu vodíku nebo soli. V případě nutnosti návštěvy veterinární kliniky je vhodné s sebou vzít i přípravek, který zvíře pozřelo.